# Ren y Stimpy "Solo para adultos"
Ren y Stimpy "Solo para adultos" (en inglés: Ren & Stimpy "Adult Party Cartoon") es una serie animada creada por el animador canadiense John Kricfalusi para la cadena de cable estadounidense TNN (que luego se convirtió en Spike TV). La serie fue una reanimación solo para adultos de la popular serie animada Ren y Stimpy, que previamente se había transmitido en el canal de televisión infantil Nickelodeon. Se transmitió del 26 de junio al 24 de julio de 2003, y fue oficialmente cancelado un mes después de su estreno.
En América Latina, la serie fue estrenada en 2006 por MTV dentro del bloque animado titulado Punto 10. 

## Historia
La serie original de Ren y Stimpy se estrenó junto a Rugrats y Doug en el canal infantil Nickelodeon en 1991. El creador de la serie, John Kricfalusi, tuvo varios altercados con la cadena, finalmente culminando en su despido. 
En 2002, Viacom, contrató a Kricfalusi para producir una nueva versión de la serie para el canal sucesor de TNN, Spike TV, cuya programación estaba enfocada a una audiencia masculina. Kricfalusi dijo que Spike TV quería una versión «extrema» de Ren y Stimpy. La cadena le dio a Kricfalusi más control en cuanto a libreto y contenidos de los episodios, y produjo seis nuevos episodios dirigidos a un público adulto.
Algunos miembros del equipo de producción de la serie original volvieron, tales como Jim Smith, Vicent Waller y Richard Pursel, al igual que el estudio de animación Carbunkle Cartoons, que había trabajado en la animación de varios episodios de la serie. Así mismo, parte del reparto de voces de la serie original regresaron, con la notable excepción de Billy West, la voz original de Stimpy, y la segunda voz de Ren y el Sr. Caballo, quién rechazó repetir el rol. Eric Bauza fue elegido para reemplazar a West como Stimpy, mientras que Kricfalusi volvería a repetir sus roles como Ren y el Sr. Caballo.
La nueva serie empezó a emitirse en junio de 2003, como parte de un bloque de animación junto a Gary the Rat y Stripperella, junto con episodios digitalmente remasterizados de la serie Ren y Stimpy. Kricfalusi escribió el primer episodio, Onward & Upward, basado en peticiones de los fanes de la era de Nickelodeon. El episodio retrató a ambos personajes como bisexuales. Los patrocinadores protestaron con respecto a algunos aspectos del contenido de la nueva serie, particularmente sobre el episodio subido de tono Naked Beach Frenzy, el cual no se emitió originalmente en el canal, provocando problemas con el horario de emisión. La serie se detuvo luego de tres episodios cuando el bloque de animación fue suspendido.
En 2005, Kricfalusi anunció que los episodios de la serie que habían sido totalmente producidos se distribuirían en DVD.

## Episodios
| # | Título original      | Título en Latinoamérica    | Dirigido por    | Emisión original                        | Código      |
| - | -------------------- | -------------------------- | --------------- | --------------------------------------- | ----------- |
| 1 | «Onward & Upward»    | «En guardia y retaguardia» | John Kricfalusi | 26 de junio de 2003                     | APC07       |
| 2 | «Ren Seeks Help»     | «Ren busca ayuda»          | John Kricfalusi | 3 de julio de 2003                      | APC02       |
| 3 | «Fire Dogs 2»        | «Perro-rabiosos 2»         | John Kricfalusi | 17 de julio de 2003 24 de julio de 2003 | APC04 APC05 |
| 4 | «Naked Beach Frenzy» | «Orgía playera»            | John Kricfalusi | 18 de julio de 2006 (DVD)               | APC01       |
| 5 | «Altruists»          | «Los altruistas»           | John Kricfalusi | 18 de julio de 2006 (DVD)               | APC03       |
| 6 | «Stimpy's Pregnant»  | «El embarazo de Stimpy»    | John Kricfalusi | 18 de julio de 2006 (DVD)               | APC06       |

### Episodios cancelados
La serie originalmente iba a tener una segunda temporada. Sin embargo, debido a las malas críticas que la serie tuvo, duró solamente una temporada y solo 6 episodios fueron producidos en su totalidad antes de la cancelación de la serie y los episodios de la siguiente temporada nunca llegaron a producirse. Al igual que «Onward & Upward» y «Ren Seeks Help», ciertos episodios fueron basados en libretos escritos durante la era Spümcø de la serie original.
- «Life Sucks» - Ren le explica a Stimpy que la vida apesta, para horror de este último. Posteriormente, ambos comparten una visión de las tragedias pasadas como la Cruzada Infantil. Según Kricfalusi, este episodio iba a ser la precuela de «Ren Seeks Help». Esto sugiere que este episodio fue la causa del argumento entre Ren y Stimpy, ya que nunca se dijo en dicho episodio que es lo que hizo Ren. La producción había iniciado en este episodio, con algunas voces siendo grabadas y apenas un tercio del storyboard estaba completo al momento de la cancelación. Contrario a la creencia popular, esta historia jamás fue escrita para Nickelodeon.
- «The Big Switch» - Tras los eventos de «Ren Seeks Help», Stimpy ya no puede tolerar los abusos de Ren y los dos discuten sobre que es mejor: ser un idiota o un «imbécil psicótico». Finalmente hacen una apuesta en la que ambos cambian roles por un día. La premisa del episodio fue vagamente hecha en la era de Games Animation (el episodio «Who's Stupid Now?» de la quinta temporada).
- «Fishing Trip» - Ren y Stimpy se van de pesca en busca de la elusiva lubina malhablada. La premisa básica del episodio está vagamente relacionada con el episodio de la temporada 3 "Bass Masters" y el episodio no producido de Spümcø «The Wilderness Adventure».
- «The Wilderness Adventure» - George Liquor lleva a Ren y Stimpy a cazar en los bosques profundos. El episodio fue escrito originalmente para Nickelodeon, pero fue rechazado varias veces. Michael Pataki fue hecho para repetir su papel de George Liquor. Sin embargo, el guion gráfico del episodio rechazado se completó en los años 90, antes de que el programa comenzara la producción, ya que una de las ideas se usaría más tarde en el episodio de la segunda temporada «The Great Outdoors». Dos pequeñas porciones de algunos de los guiones gráficos de este episodio tenían algunos trabajos de voz, efectos de sonido y música completados y puestos en parte del episodio antes de la cancelación del programa.[6][7][8]